# Philonotis plana
Philonotis plana är en bladmossart som beskrevs av Hugh Neville Dixon och Theodor Carl Karl Julius Herzog 1937. Philonotis plana ingår i släktet källmossor, och familjen Bartramiaceae. Inga underarter finns listade i Catalogue of Life.